# 曾文郡農民道場

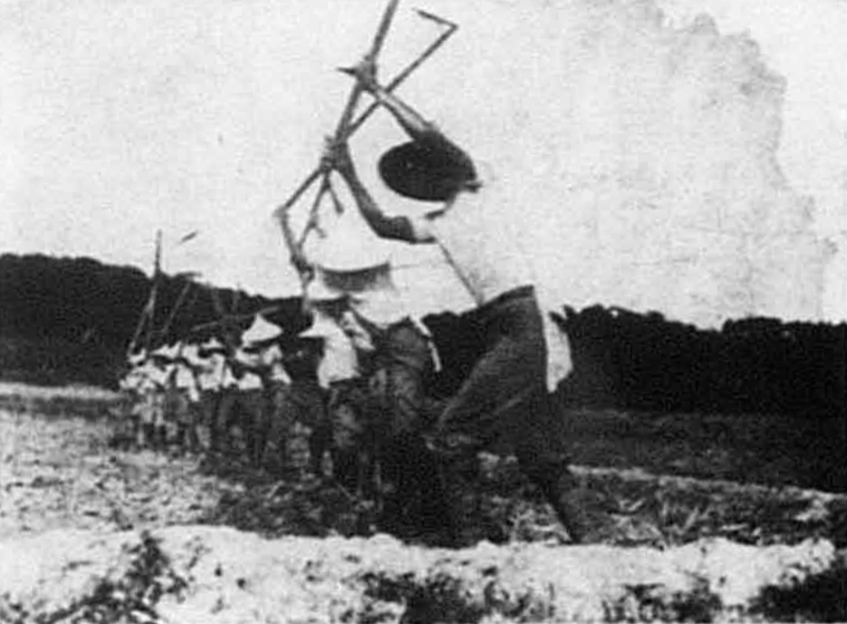
在曾文郡農民道場的實習景象

曾文郡農民道場為日治時期後期因應皇民化運動與增產報國所成立的農村中堅青年養成設施，由臺南州共榮會曾文支會於1936年設立在臺南州曾文郡官田庄烏山頭，教授公民科、國語科和農業等內容。

## 介紹
為了培育農村青年，並增進其對皇國的思想，臺南州共榮會曾文支會於1936年4月1日設立了「曾文郡農民道場」，招收公學校或小學校畢業且年滿17歲的男性，修業期間為一年。其課程內容包含公民（皇國精神、農村公民心得)、國語（講讀、作文)、算數（算數、珠算)、農業綱要、體操唱歌、農業實習和課外講話。每年皆招收了14至20人不等。